# Christopher Johnson (boxeador)
Christopher Omar Johnson –conocido como Chris Johnson– (Mánchester, Jamaica, 8 de agosto de 1971) es un deportista canadiense que compitió en boxeo.
Participó en los Juegos Olímpicos de Barcelona 1992, obteniendo una medalla de bronce en el peso medio. Ganó una medalla de bronce en el Campeonato Mundial de Boxeo Aficionado de 1991, en el mismo peso.
En febrero de 1993 disputó su primera pelea como profesional. En su carrera profesional tuvo en total 30 combates, con un registro de 26 victorias, tres derrotas y un empate.

## Palmarés internacional
| Juegos Olímpicos   | Juegos Olímpicos   | Juegos Olímpicos  | Juegos Olímpicos |
| Año                | Lugar              | Medalla           | Categoría        |
| ------------------ | ------------------ | ----------------- | ---------------- |
| 1992               | Barcelona (España) | Medalla de bronce | 75 kg            |
| Campeonato Mundial |                    |                   |                  |
| Año                | Lugar              | Medalla           | Categoría        |
| 1991               | Sídney (Australia) | Medalla de bronce | 75 kg            |